# 르완다의 일부다처제
르완다의 일부다처제는 불법이다. 하지만 시골 지역을 중심으로 널리 퍼져있는 것으로 보고되고 있다. 르완다 헌법은 일부일처제를 제외한 모든 형태의 결혼제를 금지하고 있다. 해당 헌법 조항은 다음과 같다.
제 25조 [결혼]
(1) 법으로 규정된 조건과 형태의 일부일처제만이 승인된다.